# Escrits d'ètica pràctica
Escrits d'ètica pràctica o Moralia (en llatí) (en grec antic, Ἠθικά Ethikà)), és el títol amb què es coneix el conjunt d'escrits que han sobreviscut de l'escriptor grec Plutarc de Queronea que no formen part de les Vides paral·leles, la seva obra més coneguda. Formen part de la seva obra de l'època madura (90-117).
Aquest títol no el va posar el mateix autor, si no el monjo romà d'Orient Màxim Planudes, que al segle xiii va compilar diversos treballs de Plutarc i d'altres autors espuris sota el mateix.
Aquesta obra inclou textos sobre la vida grega i romana i observacions atemporals. La Moralis ha influenciat molts filòsofs, entre els quals cal destacar Michel de Montaigne, els humanistes del Renaixement i els autors de la il·lustració.

## Contingut

### Estructura general
El Moralia inclou els escrits de les últimes dues dècades de la vida de Plutarc. Algunes edicions del Moralia inclouen molts treballs que en l'actualitat es consideren pseudoepígrafs, com les Vides dels Deu Oradors, Sobre les opinions dels filòsofs, Sobre el destí i Sobre la Música. Es considera que un Pseudo Plutarc és el responsable de tots aquests treballs, però no se'n coneix la seva identitat.

### Llibres
Des de l'edició de Henri Estienne de 1572, Moralia s'ha distribuït tradicionalment en 14 llibres:
- I.
  - 1. Sobre l'educació dels fills (Περὶ παίδων ἀγωγῆς - De liberis educandis)
  - 2. Com ha d'escoltar poesia un jove (Πώς δει τον νέον ποιημάτων ακούειν - Quomodo adolescens poetas audire debeat)
  - 3. Sobre com s'ha d'escoltar (Περί του ακούειν - De recta ratione audiendi)
  - 4. Com distingir un adulador d'un amic (Πώς αν τις διακρίνοιε τον κόλακα του φίλου - Quomodo adulator ab amico internoscatur)
  - 5. Com percebre els propis progressos en la virtud (Πώς αν τις αίσθοιτο εαυτού προκόπτοντος επ’ αρετή - Quomodo quis suos in virtute sentiat profectus)
- II.
  - 6. Com treure profit dels enemics (Πώς αν τις υπ’ εχθρών ωφελοίτο - De capienda ex inimicis utilitate)
  - 7. Sobre l'abundància d'amics (Περί πολυφιλίας - De amicorum multitudine)
  - 8. Sobre la fortuna (Περί τύχης - De fortuna)
  - 9. Sobre la virtut i el vici (Περί αρετής και κακίας - De virtute et vitio)
  - 10. Escrit de consolació a Apoloni (Παραμυθητικός προς Απολλώνιον - Consolatio ad Apollonium)
  - 11. Consells per a conservar la salut (Υγιεινά παραγγέλματα - De tuenda sanitate praecepta)
  - 12. Deures del matrimoni (Γαμικά παραγγέλματα - Coniugalia praecepta)
  - 13. Banquet dels set savis (Επτά σοφών συμπόσιον - Septem sapientium convivium)
  - 14. Sobre la superstició (Περί δεισιδαιμονίας - De superstitione)
- III.
  - 15. Màximes de reis i generals (Βασιλέων αποφθέγματα και στρατηγών - regum et imperatorum apophthegmata)
  - 16. Màximes d'espartans (Άποφθέγματα Λακωνικά - apophthegmata Laconica)
  - 17. Antigues costums dels espartans (Τα παλαιά των Λακεδαιμονίων επιτηδεύματα - instituta Laconica)
  - 18. Màximes de dones espartanes (Λακαινών αποφθέγματα - Lacaenarum apophthegmata)
  - 19. Virtuts de dones (Γυναικών αρεταί - Mulierum virtutes)
- IV.
  - 20. Qüestions romanes (Αίτια Ρωμαϊκά - Quaestiones Romanae)
  - 21. Qüestions gregues (Αίτια Ελληνικά - Quaestiones Graecae)
  - 22. Històries paral·leles gregues i romanes (Συναγωγή ιστοριών παραλλήλων Ελληνικών και Ρωμαϊκών - Parallela minora) (Pseudo Plutarc)
  - 23. Sobre la fortuna dels romans (Περί της Ρωμαίων τύχης - De fortuna Romanorum)
  - 24. Sobre la fortuna o virtut d'Alexandre el Gran (Περί της Αλεξάνδρου τύχης ή αρετής - De Alexandri magni fortuna aut virtute)
  - 25. Sobre la fama dels atenencs (Πότερον Αθηναίοι κατά πόλεμον ή κατά σοφίαν ενδοξότεροι - De gloria Atheniensium)
- V.
  - 26. Sobre Isis i Osiris (Περί Ίσιδος και Οσίριδος - De Iside et Osiride)
  - 27. Sobre la E de Delfos (Περί τού Εί τού έν Δελφοίς - De E apud Delphos)
  - 28. Sobre els oracles de la Pitia (Περί του μη χραν έμμετρα νυν την Πυθίαν - De Pythiae oraculis)
  - 29. Sobre la desaparició dels oracles (Περί των εκλελοιπότων χρηστηρίων - De defectu oraculorum)
- VI.
  - 30. Si la virtut pot ensenyar-se (Ει διδακτόν η αρετή - An virtus doceri possit)
  - 31. Sobre la virtut moral (Περί ηθικής αρετής - De virtute morali)
  - 32. Sobre el refrenament de la ira (Περί αοργησίας - De cohibenda ira)
  - 33. Sobre la pau de l'ànima (Περί ευθυμίας - De tranquillitate animi)
  - 34. Sobre l'amor fraternal (Περί φιλαδελφίας - De fraterno amore)
  - 35. Sobre l'afecte pels descendents (Περί της εις τα έγγονα φιλοστοργίας - De amore prolis)
  - 36. Si el vici és suficient per a causar infelicitat (Ει αυτάρκης η κακία προς κακοδαιμονίαν - An vitiositas ad infelicitatem sufficiat)
  - 37. Si les afeccions de l'ànima són pitjors que les del cos (Περί του πότερον τα ψυχής ή τα σώματος πάθη χείρονα - Animine an corporis affectiones sint peiores)
  - 38. Sobre la loquacitat (Περί αδολεσχίας - De garrulitate)
  - 39. Sobre la curiositat (Περί πολυπραγμοσύνης - De curiositate)
- VII.
  - 40. Sobre l'amor de la riquesa (Περί φιλοπλουτίας - De cupiditate divitiarum)
  - 41. Sobre la falsa modèstia (Περί δυσωπίας - De vitioso pudore)
  - 42. Sobre l'enveja i l'odi (Περί φθόνου και μίσους - De invidia et odio)
  - 43. Sobre lloar-se un mateix sense incórrer en retret (Περί του εαυτόν επαινείν ανεπιφθόνως - De laude ipsius)
  - 44. Sobre els endarreriments de la venjança divina (Περί των υπό του θείου βραδέως τιμωρουμένων - De sera numinis vindicta)
  - 45. Sobre el fat (Περί ειμαρμένης - De fato) (Pseudo Plutarc)
  - 46. Sobre el geni de Sòcrates (Περί του Σωκράτους δαιμονίου - De genio Socratis)
  - 47. Sobre el desterrament (Περί φυγής - De exilio)
  - 48. Escrit de consolació a la seva muller (Παραμυθητικός προς την γυναίκα - Consolatio ad uxorem)
- VIII.
  - 49. Xerrades de sobretaula (Συμποσιακά - Quaestiones convivales)
- IX.
  - 50. Eròtic (Έρωτικός - Amatorius)
- X.
  - 51. Narracions d'amor (Ερωτικαί διηγήσεις - Amatoriae narrationes)
  - 52. Sobre la necessitat de que el filòsof conversi amb els gobernants (Περί του ότι μάλιστα τοις ηγεμόσιν δει τον φιλόσοφον διαλέγεσθαι - Maxime cum principibus philosopho esse disserendum)
  - 53. A un governant mancat d'instrucció (Προς ηγεμόνα απαίδευτον - Ad principem ineruditum)
  - 54. Sobre si l'ancià ha d'intervenir en política (Ει πρεσβυτέρω πολιτευτέον - An seni respublica gerenda sit)
  - 55. Consells polítics (Πολιτικά παραγγέλματα - Praecepta gerendae reipublicae)
  - 56. Sobre monarquia, democràcia i oligarquia (Περί μοναρχίας και δημοκρατίας και ολιγαρχίας - De unius in republica dominatione, populari statu, et paucorum imperio)
  - 57. La inconveniència de contreure deutes (Περί του μη δειν δανείζεσθαι - De vitando aere alieno)
  - 58. Vides dels deu oradors (Βίοι των δέκα ρητόρων - Vitae decem oratorum) (Pseudo Plutarc)
  - 59. Comparació d'Aristòfanes i Menandre (Συγκρίσεως Αριστοφάνους και Μενάνδρου επιτομή - Comparationis Aristophanis et Menandri compendium)
- XI.
  - 60. Sobre la malevolència d'Heròdot (Περί της Ήροδότου κακοηθείας - De malignitate Herodoti)
  - 61. Sobre les opinions dels filòsofs (Περί των αρεσκόντων φιλοσόφοις φυσικών δογμάτων - De placitis philosophorum)
  - 62. Qüestions sobre la naturalesa (Αίτια φυσικά - Quaestiones naturales)
- XII.
  - 63. Sobre la cara visible de la lluna (Περὶ τοῦ ἐμφαινομένου προσώπου τῷ κύκλῳ τῆς σελήνης - De facie in orbe lunae)
  - 64. Sobre el principi del fred (Περί του πρώτως ψυχρού - De primo frigido)
  - 65. Sobre si és més útil l'aigua o el foc (Πότερον ύδωρ ή πυρ χρησιμότερον - Aquane an ignis sit utilior)
  - 66. Sobre la intel·ligència dels animals (Πότερα των ζώων φρονιμώτερα, τα χερσαία ή τα ένυδρα - De sollertia animalium)
  - 67. Els animals són racionals (Περί του τα άλογα λόγω χρήσθαι - Bruta animalia ratione uti)
  - 68. Sobre menjar carn (Περί σαρκοφαγίας - De esu carnium)
- XIII.
  - 69. Qüestions platòniques (Πλατωνικά ζητήματα - Platonicae quaestiones)
  - 70. Sobre la generació de l'ànima en el Timeu (Περί της εν Τιμαίω ψυχογονίας - De animae procreatione in Timaeo)
  - 71. Epítom a «Sobre la generació de l'ànima en el Timeu» (Επιτομή του περί της εν τω Τιμαίω ψυχογονίας - Epitome libri de animae procreatione in Timaeo)
  - 72. Les contradiccions dels estoics (Περί Στωικών εναντιωμάτων - De Stoicorum repugnantiis)
  - 73. Els estoics diuen més disbarats que els poetes (Ότι παραδοξότερα οι Στωικοί των ποιητών λέγουσιν - Stoicos absurdiora poetis dicere)
  - 74. Sobre les nocions comunes, contra els estoics (Περί των κοινών εννοιών προς τους Στωικούς - De communibus notitiis adversus Stoicos)
- XIV.
  - 75. Sobre la impossibilitat de viure plaentment segons Epicur (Ότι ουδέ ηδέως ζην έστιν κατ’ Επίκουρον - Non posse suaviter vivi secundum Epicurum)
  - 76. Contra Colotes (Προς Κωλώτην - Adversus Colotem)
  - 77. De si està ben dit: «viu ocultament» (Ει καλώς είρηται το λάθε βιώσας - An recte dictum sit latenter esse vivendum)
  - 78. Sobre la música (Περί μουσικής - De musica) (Pseudo Plutarc)

## Edicions

### Manuscrits antics
L'únic manuscrit supervivent de l'obre conté tots els setanta-vuit tractats de la Moralia de Plutarc data de l'any 1302.

### Edicions modernes
- Plutarch. Moralia. 16 vols. (vol. 13: 13.1 & 13.2, vol. 16: index), traduït a l'anglès per Frank Cole Babbitt (vol. 1-5) et al., series: "Loeb Classical Library" (LCL, vols. 197, … -499). Cambridge (MA): Harvard UP et al., 1927-2004

## Edició en català
L'any 2013, la Fundació Bernat Metge va fer la primera edició dels Escrits d'ètica pràctica, que es correspon al Moralia. Angel Martin Arroyo en signa la traducció i inclou una introducció general de Lieven Van Hood.